# Pablo (Tintin)
Señor Pablo är en figur som förekommer i den tecknade serien Tintin.
Första gången han dyker upp är i Det sönderslagna örat. Här är han till en början någon typ av yrkesmördare som får i uppdrag att döda Tintin. Detta misslyckas och omständigheter gör att det istället är tursamt för Tintin att Pablo råkar finnas i närheten. Pablo ber om nåd då han förstår att Tintin misstänker honom för mordförsök och Tintin benådar honom. Efter ett tag hamnar Tintin i fängelse och Pablo räddar honom ur fängelset för att visa sin tacksamhet. Detta innebär att Tintin nu har ett starkt förtroende för Pablo.
I Tintin hos gerillan dyker Pablo upp igen. Denna gång är Pablo något förändrad och har förvandlats till en ganska svag gestalt som gör sig skyldig till förräderi. Han har blivit en svag liten hantlangare åt den militärdiktatur som är fientligt inställd till Tintin. Pablo deltar i att gillra en fälla som kan döda Tintin. Trots detta klarar sig Tintin undan och när han sedan träffar Pablo igen benådar han honom ännu en gång.